# Plagiobryum japonicum
Plagiobryum japonicum là một loài rêu trong họ Bryaceae. Loài này được Nog. mô tả khoa học đầu tiên năm 1952.